# Вурмсхам
Вурмсхам (њем. Wurmsham) општина је у њемачкој савезној држави Баварска. Једно је од 35 општинских средишта округа Ландсхут. Према процјени из 2010. у општини је живјело 1.329 становника. Посједује регионалну шифру (AGS) 9274193.

## Географски и демографски подаци
Вурмсхам се налази у савезној држави Баварска у округу Ландсхут. Општина се налази на надморској висини од 480 метара. Површина општине износи 28,1 km². У самом мјесту је, према процјени из 2010. године, живјело 1.329 становника. Просјечна густина становништва износи 47 становника/km².